# مونارك
مونارك (إياتا: ZB، إيكاو: MON) كانت شركة طيران بريطانية وكانت توظف حوالي 3500 موظف.

## نبذة
بدأت عملياتها في عام 1968 إلى 2017، حيث أعلنت الشركة عن إفلاسها وتوقف جميع طائراتها وعمليتها في أكتوبر 2017، نتيجة لذالك قامت الحكومة البريطانية بشراء 38 طائرة من دول مختلفة لارجاع المسافرين البريطانين العالقين في الخارج.

## الأسطول
كانت الشركة تشغل أسطولاً مكوناً من 350 طائرة، حملت مونارك 570 مليون مسافر على متن طائراتها.